# لایسا تاچر
لیسا تاچر (انگلیسی: Lysa Thatcher؛ زاده ۱ ژانویهٔ ۱۹۵۹) بازیگر پورنوگرافی آمریکایی در دهه‌های هفتاد و هشتاد میلادی بود.